# Podreča
Podreča je naselje u slovenskoj Općini Kranju. Podreča se nalazi u pokrajini Gorenjskoj i statističkoj regiji Gorenjskoj. 

## Stanovništvo
Prema popisu stanovništva iz 2002. godine naselje je imalo 446 stanovnika.